# Хансен, Эйгил
Эйгил Хансен (дат. Eigil Hansen, годы жизни неизвестны) — датский шахматист. Неоднократный участник чемпионатов Дании. Серебряный призер чемпионата 1923 года.
Партию против Э. Хансена из копенгагенского турнира 1928 г. гроссмейстер А. И. Нимцович поместил в свою книгу "Моя система на практике". Нимцович отметил смело и нешаблонно разыгранный Хансеном дебют (английское начало): "Построение Ганзена заслуживает похвалы!" Позже Хансен допустил ошибку, приведшую к непоправимому ослаблению пешечной позиции белых. В дальнейшем он упорно защищался (Нимцович назвал игру белых остроумной), но защитить в эндшпиле свои пешечные слабости уже не смог.

## Спортивные результаты
| Год  | Город       | Соревнование               | + | − | = | Результат | Место |
| ---- | ----------- | -------------------------- | - | - | - | --------- | ----- |
| 1923 | Копенгаген  | Чемпионат Дании            | 4 | 1 | 2 | 5 из 7    | 2     |
| 1927 | Вордингборг | Чемпионат Дании            |   |   |   | 4 из 7    | 4     |
| 1928 | Копенгаген  | Турнир датских шахматистов |   |   |   |           |       |
| 1929 | Копенгаген  | Чемпионат Дании            |   |   |   |           |       |